# Margarita Breitkreiz
Margarita Breitkreiz (n. 7 ianuarie 1980 în Omsk) este o actriță germană originară din Rusia.

## Date biografice
După Reunificarea Germaniei, Margarita vine în 1992 împreună cu părinții în Germania. În Berlin studiază dramaturgia. Între anii 2003–2004 joacă în filmul Idiotul, iar în 2004 în Podpolje sub regia lui Martin Wuttke. În același an joacă rolul unei refugiate din Ucraina în filmul Grănicerul și fata regizat de Hartmut Schoen. Margarita Breitkreiz joacă diferite roluri în serialele Polizeiruf 110, Tatort sau în filmul Rusoaicele poartă fustă scurtă.